# Ray Kennedy (Musiker)
Raymond Louis „Ray“ Kennedy (* 26. November 1946 in Philadelphia; † 16. Februar 2014 in Los Angeles) war ein US-amerikanischer Rockmusiker, der als Sänger von Bands wie Group Therapy, KGB und als Solokünstler bekannt wurde.
Kennedy wuchs in New Jersey auf und begann sehr früh, Saxophon zu spielen. Zunächst spielte er hauptsächlich Jazz. 1961 machte er seine erste Aufnahme als Sänger mit Kenny Gamble, es folgten Aufnahmen mit „Eddie and the Tri-Counts“. Wenig später trat er mit Jazz-Größen wie Gerry Mulligan, Dizzy Gillespie und J. J. Johnson auf. 1962 schloss sich Kennedy Gene Krupa an und ging mit dessen „Gene Krupa Jazz Group“ auf Tour, danach mit Brenda Lee, Little Richard, Jerry Lee Lewis, Wilson Pickett und Otis Redding.
1964 machte Kennedy mit John Misland als „John and Ray“ Aufnahmen. 1966 gründete er die Band Group Therapy, die drei Alben herausbrachte und beträchtlichen internationalen Erfolg hatte. 1969 nahm Ray Kennedy sein erstes Soloalbum auf, mit so bekannten Gastmusikern wie Bob Mosley (Bassist von Moby Grape), Jim McCarty (Gitarrist von Mitch Ryder und den Detroit Wheels), George Soranovich, dem Schlagzeuger von Love, und Duane Hitchings (Piano) von der Jeff Beck Group. Kennedy ging zunächst mit Sly & The Family Stone und dann solo auf Tour.
Kennedy schrieb 1971 mit Brian Wilson und Van Dyke Parks das Lied Sail on Sailor, welches die Gruppe KGB verwenden wollte.  Im selben Jahr tat er sich mit Dave Mason von Traffic zusammen, dem er den Hit Seasons schrieb. Danach arbeitete er eine Zeit lang mit Jeff Beck.
1974 wurde die Supergruppe KGB zusammengestellt, bei der Mike Bloomfield (Gitarre), Barry Goldberg (Keyboard), Ric Grech (Bass), Carmine Appice (Schlagzeug) und natürlich Ray Kennedy als Sänger mitmachten. Nach KGB schrieb Kennedy Musik für Fernsehshows und für andere Interpreten und Gruppen. 1979 nahm er wieder ein Soloalbum auf. 1983 arbeitete er mit Steven Tyler von Aerosmith zusammen. 1984 nahm Kennedy mit der Michael Schenker Group (MSG) mit Whitesnake, Bon Jovi, den Scorpions und anderen an der Tour „Super Rock 84“ teil.
Es folgten weitere Soloalben, Musik für Filme und die Olympischen Spiele 1988 und Hits für andere Interpreten, darunter Engelbert Humperdinck, Willie Nelson und Fleetwood Mac.